# هيرنان داريو غوميز
هيرنان داريو غوميز (بالإسبانية: Hernán Darío Gómez) (مواليد 3 فبراير 1956) هو لاعب ومدرب كرة قدم.
قاد منتخب الإكوادور للتأهل إلى كأس العالم 2002 لأول مرة في تاريخه، وكذلك قاد منتخب بنما للتأهل لكأس العالم 2018 لأول مرة في تاريخه.

## روابط خارجية
- هيرنان داريو غوميز على موقع الاتحاد الدولي (مؤرشف)  (الإنجليزية)
- هيرنان داريو غوميز على موقع قاعدة بيانات كرة القدم.إي يو (الإنجليزية)
- هيرنان داريو غوميز على موقع ناشيونال فوتبول تيمز (الإنجليزية)
- هيرنان داريو غوميز على موقع Soccerway.com (الإنجليزية)
- هيرنان داريو غوميز على موقع عالم كرة القدم.نت (الإنجليزية)
- هيرنان داريو غوميز على موقع أوليمبيديا (الإنجليزية)